# Vali (Irán)
Vali (en persa: ولي‎,Valī) es una aldea en el distrito rural de Jayezan, condado de Omidiyeh, provincia de Juzestán, Irán. En el censo de 2006, su población era de 358 personas, en 70 familias. La aldea es extensión agrícola de Jayezan, en el Oeste del país a un costado de la carretera 45 entre las ciudades de Ramhormoz y Behbahan. Se encuentra en la falda este de la cresta Kūh-e ‘Arabūn y del río Maroun.